# Photographischer Verein zu Berlin
Der Photographischer Verein zu Berlin wurde am 18. November 1863 in Berlin durch Albrecht Meydenbauer, Hermann Wilhelm Vogel und Franz Stolze gegründet. Der Verein bot zahlreichen Photographen, Atelierbetreibern und Herstellern von Hilfsmitteln für die Photographie Möglichkeiten zum Austausch von Erfahrungen in Sitzungen, Ausstellungen und Veröffentlichungen im Vereinsjournal.

## Geschichte

### Vereinszweck
„Den Zweck des Zusammenschlusses sah der [erste] Vorsitzende [Hermann W. Vogel] in der Wahrung der Interessen der Photographie nach außen und innen, der Abhaltung von Vorträgen und Diskussionen …, der Anlegung eines Journalzirkels, einer Bibliothek und einer photographischen Mustersammlung, in der Veranstaltung öffentlicher Ausstellungen, der Gründung einer Vereinszeitschrift und in der Organisation geselliger Zusammenkünfte.“

### 1868–1870
Der Verein erfuhr großen Zuspruch u. . auch durch Photographen, Hersteller optischer und chemischer Hilfsmittel und anderer Interessenten, die nicht in Berlin ansässig waren. Um auswärtige Mitglieder besser in die Tätigkeiten des Vereins einzubinden, sollten sie vor Ort Bezirksvereine gründen können. Zu diesem Zwecke wurde in der Generalversammlung des „Photographischen Vereins zu Berlin“ am 8. März 1867 ein Statutenentwurf angenommen, wo es in §1. hieß: 

„Der bisherige photographische Verein von Berlin constituirt sich unter Erweiterung seiner Tendenzen in der Gesammtheit seiner (hiesigen und auswärtigen) Mitglieder als Deutscher Photographen-Verein“

Berlin war weiterhin der Sitz des Vereins. Die Namensgebung des Berliner Vereins lautete gemäß §3. „Berliner Bezirksverein deutsche Photographen“. Auf eine genaue Namensgebung wurde kein Wert gelegt, denn die Sitzungsberichte wurden unter dem Namen „Deutscher Photographen-Verein, Berliner Bezirks-Verein“ in den Photographische Mitteilungen veröffentlicht.
- Am 22. März 1867 gründete sich als erster auswärtiger der „Hamburger Bezirks-Verein“.[4] Zu den Gründern gehörten die Photographen Adolph Kindermann, Wilhelm Breuning u. a. In der Sitzung vom 17. April wurden Herr Garbe zum Vorstand und Herr Schmidt zu dessen Stellvertreter gewählt.[5]
- Im September 1867 kam es zur Gründung eines weiteren Bezirksvereins, dem „Chemnitzer Bezirks-Verein“.[6]
- Im März 1868 gründete sich der „New Yorker Bezirks-Verein“ und dem Vorsitz von Dr. Ernst Kutscher.[7]

Zwei Jahre nach der Gründung der Bezirksvereine kam es zu Meinungsverschiedenheiten. In einer Sitzung des „Photographischen Vereins Berliner Bezirk“ (Deutscher Photographen-Verein, Berliner Bezirks-Verein) am 7. Mai 1869 erklärten 49 Mitglieder ihren Austritt. Zahlreiche Mitglieder schlossen sich ihnen an. In einer konstituierenden Sitzung am 11. Mai 1869 gründeten sie den „Verein zur Förderung der Photographie“, 1. Vorsitzender wurde wieder Dr. Hermann Vogel, 2. Vorsitzender Herr Theodor Prümm. Der New Yorker Bezirks-Verein schloss sich Ende Juni dem neugegründeten Verein zur Förderung der Photographie an.
Als Nachfolger wurde Franz Stolze am 13. Mai 1869 die Leitung des Vereins übertragen. 1873 gab Stolze den Vorsitz an Ernst Düby ab, der ihn bis Februar 1881 innehatte. Düby wurde als Vorsitzender und Dr. Julius Stinde als 1. stellv. Vorsitzender und Herr Carl Suck als 2. stellv. Vorsitzender gewählt. Anschließend übernahm Franz Stolze wieder die Leitung, die er 10 Jahre später im Jahr 1891 wieder aufgab.

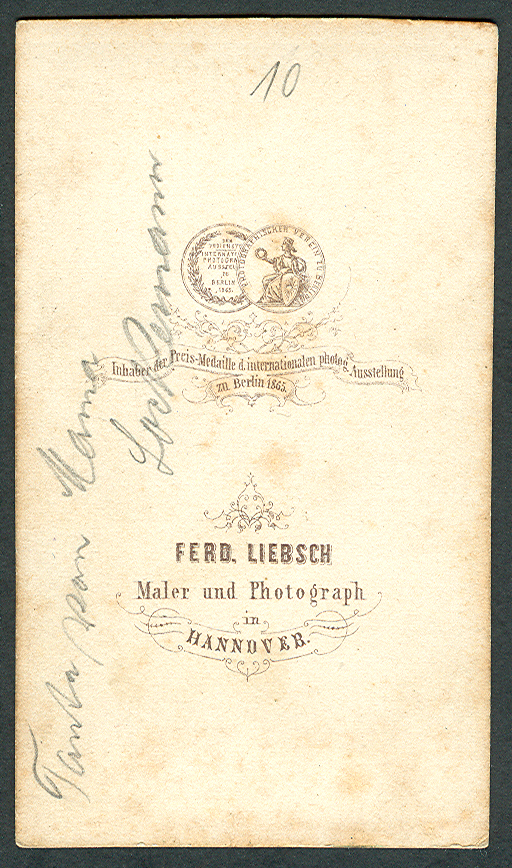
Rückseite einer Carte de Visite (CDV) von Ferdinand Liebsch mit einer Medaille von der ersten Internationalen photographischen Ausstellung 1865 in Berlin

### Mitglieder

#### Mitgliederlisten
In den Journalen des Vereins wurden Mitgliederlisten veröffentlicht. Hier eine Auswahl
- Datum unbekannt, vermutlich 1867.[14]
- vom 30. Dezember 1868.[15]
- im Jahr 1880 waren es 192 Mitglieder, davon 156 praktizierende Photographen.[16]
- vom 20. Oktober 1881.[17]
- vom 15. Oktober 1886.[18]

### Vorsitzende
- von 1863 bis 1869 Hermann Wilhelm Vogel
- von 1869 bis 1873 Franz Stolze[19]
- von 1873 bis 1879 Carl Brasch
- von 1879 bis 1881 Ernst Düby[20]
- von 1881 bis 1891 Franz Stolze[21]
- von 1893 bis 1895 Julius Cornelius Schaarwächter[22]
- 1895 Paul Grundner
- 1896 Jacob Reichard
- von 1897 bis 1906 Paul Grundner[23]
- von 1907 bis 1911 Waldemar Titzenthaler
- von 1911 bis 1913 Oscar Brettschneider
- von 1913 bis 1919 Paul Grundner

### Vereinsjournale
- 1864–1869 Photographische Mitteilungen[24]

Ab April 1864 erschienen als Journal die Photographischen Mitteilungen, die „vom ersten Vorsitzenden, Hermann Vogel, persönlich herausgegeben und redigiert“ wurden. Da Hermann Vogel als Herausgeber der Photographischen Mitteilungen 1869 zu den Befürwortern einer Vereinsneugründung gehörte, stellten sie ihre Dienste als Journal des Deutschen Photographen-Vereins und dessen Bezirks-Vereine ein. Die Photographischen Mitteilungen berichteten ab 1869 für den neuen „Verein zur Förderung der Photographie“.
- 1869–1872 Licht![26][27]
- 1875–1888 Photographische Wochenblatt[28]
 Ernst Düby hatte ab 1877 als verantwortlicher Redakteur das Photographische Wochenblatt für den Verein als Vereinsjournal übernommen und bei F. U. Beneckendorff herausgegeben. Düby führte die Redaktion bis Ende Januar 1881 und übergab sie an Franz Stolze.[29] Es diente bis 1888 als Vereinsorgan.[30] Im September 1889 übernahm Adolf Miethe die Redaktion.[31]
- 1889–1893 Photographische Nachrichten[32]
 Text[33]
- 1894–???? Photographische Chronik[34]
 Text[35]

### Ausstellungen
Im Mai und Juni 1865 veranstaltete der Verein in Berlin in der Tonhalle die erste in Deutschland stattfindende „Internationale photographische Ausstellung“. In mehreren Kategorien, wie z. B.: Porträts, Gruppen, Landschaften, Architekturen, Kupferlithografien, Photographien auf Holz, u. v. a., wurden insgesamt 137 Preismedaillen verliehen. Zu den Preisträger gehörten u. a.: Gottlieb Theodor Hase (Landschaften), Ferdinand Liebsch (Skulpturaufnahmen), Atelier Adèle und Emilie Bieber (Porträts).